# Markus Engelhardt
Markus Engelhardt (* 1956 in Gießen) ist ein deutscher Musikwissenschaftler, zuletzt am DHI in Rom.
Engelhardt studierte Musikwissenschaft, Philosophie und Psychologie an der Universität Würzburg und wurde 1986 promoviert.
Von 1984 bis 1986 nahm er die Gelegenheit zu einem Forschungsaufenthalt am Istituto Nazionale di Studi Verdiani in Parma wahr. 1986 bis 1988 war er Stipendiat der DFG. 1988 bis 1989 wirkte er als Assistent an der Hochschule für Musik und Darstellende Kunst Frankfurt am Main. Ab 1989 war er für fünf Jahre  wissenschaftlicher Mitarbeiter am Forschungsinstitut für Musiktheater der Universität Bayreuth im Schloss Thurnau. In den Jahren 1995 und 1996 war er Direktor des Deutschen Studienzentrums in Venedig.
Von 1997 bis zur Pensionierung 2022 war Engelhardt Leiter der Musikgeschichtlichen Abteilung des Deutschen Historischen Instituts in Rom.
Engelhardt ist verheiratet und hat vier Kinder.

## Auszeichnungen
- 1983 Preisträger des ersten "Premio Rotary Club di Parma - Giuseppe Verdi"

| Personendaten    | Personendaten                  |
| ---------------- | ------------------------------ |
| NAME             | Engelhardt, Markus             |
| KURZBESCHREIBUNG | deutscher Musikwissenschaftler |
| GEBURTSDATUM     | 1956                           |
| GEBURTSORT       | Gießen                         |